# Nokia X2
Le Nokia X2 est un téléphone mobile de Nokia. Il est annoncé pour le 3e trimestre 2010 au prix de 120 € (hors abonnement). Il est le bas de gamme des Nokia X.
Il est de type monobloc, il succède au Nokia X6 relativement haut de gamme à écran tactile et au Nokia X3 à clavier coulissant.

## Caractéristiques
- Système d'exploitation Symbian OS S40
- Processeur ARM ? à ? MHz
- GSM/EDGE/3G
- 111 × 47 × 13,3 mm pour 81 grammes
- Écran de 2.2 pouces de définition 240 x 320 pixels
- Batterie de 860 mAh
- Mémoire : 48 Mo extensibles par carte mémoire Micro SD limité à 16 Go
- Appareil photo numérique de 5 Mégapixels
- Flash DEL
- Bluetooth 2.1
- Jack (prise) 3,5 mm
- Vibreur
- Haut parleurs (2 stéréos)
- Radio FM
- DAS : 0,82 W/kg